# 保华镇 (荣县)
保华镇，是中华人民共和国四川省自贡市荣县下辖的一个乡镇级行政单位。

## 行政区划
保华镇下辖以下地区：
保华场社区、礼佳场社区、洋汊坳村、红豆树村、旭湾村、高屋村、大湾村、五皇村、高石坎村、戴家山村、冯家塘村和青杆坪村。